# Енцо Ваттуоне
Енцо Ваттуоне (італ. Enzo Vattuone; нар. 18 квітня 1956) — колишній італійський тенісист.
Найвищу одиночну позицію світового рейтингу — 246 місце досяг 1 листопада 1980, парну — 82 місце — 3 січня 1983 року.
Здобув 1 парний титул.
Найвищим досягненням на турнірах Великого шолома було 2 коло в парному розряді.

## Фінали за кар'єру

### Парний розряд (1 перемога)
| Легенда (одиночний розряд) |
| Великий шлем (0)           |
| Tennis Masters Cup (0)     |
| Серія Мастерс ATP (0)      |
| Тур ATP (1)                |

| Результат | W/L | Дата     | Турнір          | Покриття | Партнер         | Суперники                     | Рахунок       |
| --------- | --- | -------- | --------------- | -------- | --------------- | ----------------------------- | ------------- |
| Перемога  | 1–0 | Вер 1982 | Палермо, Італія | Ґрунт    | Джанні Маркетті | Хосе Луїс Даміані Дієго Перес | 6–4, 6–7, 6–3 |